# El-Hazard
El-Hazard (神秘の世界エルハザード, Shinpi no Sekai Eru Hazādo, lit. "O Misterioso Mundo de El-Hazard") é uma franquia de anime escrita por Ryoe Tsukimura e dirigida por Hiroki Hayashi. A série foi produzida e animada pela AIC. No Brasil, foi exibida no programa Band Kids da TV Bandeirantes e teve o mangá publicado pela Editora JBC. Em Portugal foi exibido pela RTP 2 sob o nome de "Os Peregrinos de El-Hazard".
A história começa com Makoto Mizuhara e seus amigos sendo transportados por causa de um acidente que acontece com o experimento de Makoto, este causado pelo invejoso Jinnai, inimigo declarado de Makoto.
Em El-Hazard, Makoto descobre que não só eles como seus amigos também possuem poderes especiais. Sua missão em El-Hazard será de acabar com os planos dos terríveis Bugrons regidos por seu ex-colega de colégio Jinnai e também com a tribo fantasma que planeja controlar uma poderosa arma de El-Hazard: "O Olho de Deus".

## Enredo
Tudo começou quando Makoto Mizuhara, um aluno normal da escola Shinonome, construiu uma máquina para o projeto de Ciências que seria um modelo para o colégio. Porém, Jinnai morre de inveja de Makoto que tem liderança em tudo o que faz como nos estudos, nos esportes, e ainda é mais popular que ele.
Jinnai desconfigurou toda a máquina construída por Makoto, trocando os cabos de conexão para que todo o projeto fosse arruinado; enquanto isso acontece, Makoto estava com sua amiga Nanami, que é irmã de Jinnai, e o seu professor de história, Fujisawa. Depois Makoto vai dar uma última olhada na sua máquina, Nanami aproveita e vai junto com ele para  pegar os ingredientes do lanche que vende  na  escola. Quando Makoto chega ao laboratório, vê Jinnai tentando destruir seu  projeto. Acontece um curto na máquina que forma um portal que teletransporta  Makoto, Nanami, Fujisawa e Jinnai, para um mundo totalmente imprevisível chamado El-Hazard, foi a partir daí que descobriram para que servia a máquina.
Ao chegar em El-Hazard, Makoto se encontra com a princesa Rune (a governante do local) que estava sendo perseguida por Bugrons. Makoto tenta ajuda-la, porém é em vão, pois eles são muito mais fortes. Por coincidência Fujisawa ao chegar no local que Makoto e Rune estavam, acha que os Bugrons não passam de alunos fantasiados. Makoto tenta avisá-lo do perigo dos Bugrons, mas ele não leva a sério. Só que quando um dos Brugrons quebram a sua garrafa de uísque, Fujisawa fica furioso e derruba todos com facilidade. Daí em diante foi descoberta a força que Fujisawa havia obtido ao vir a El-Hazard.
Makoto e Fujisawa, logo depois do acidente, percebem que não estão mais em seu mundo. Eles pedem ajuda a princesa Rune, porém ela diz que não é capaz de ajudar, mas conhece três grandes sarcedotizas que poderiam ajudá-los a voltar. Como as sarcedotizas moram longe do castelo e eles não conhecem o planeta, a princesa Rune manda uma guia chamada Arielle para guiá-los.
A primeira a ser visitada foi Miz Mishtal, a sacerdotisa da água, que acaba se apaixonando pelo professor Fujisawa; a segunda a ser visitada é Afura Mann, a sacerdotisa do vento, que escreve vários livros, mas todos estavam desarrumados.
Fujisawa tenta construir uma biblioteca, mas acaba construindo uma cabana de inverno; a última a ser visitada é Shayla-Shayla, sacerdotisa do fogo, que se apaixona por Makoto.
Uma coisa estranha que acontece na série é que Nanami “sempre” está por perto deles, mas eles nunca se encontram.
Passam a se encontrar com Nanami, quando ela tenta transformar o templo da sacerdotisa Miz em um parque aquático, e ela se junta ao grupo. Nessa procura eles conhecem um gatinho chamado Ura que adora o Makoto e, por incrível que pareça, ele fala como uma pessoa.
Tudo passa a ocorrer bem, até Jinnai despertar a deusa Demônio, que passa a ser serva de Jinnai (quem a despertou na realidade foi Makoto, mas Jinnai mente e fala que foi ele).
A tão terrível Demônio é uma garota chamada Ifurita, que não é capaz de causar maldades. Jinnai, sempre tentando destruir Makoto, acaba se dando mal e, em vez de ajudá-lo, Ifrita apenas o atrapalha.
O Olho de Deus é o satélite artificial de El-Hazard. A princesa Rune e Makoto vão a este lugar. Jinnai acaba sabendo da história e decide controlar o “Olho de Deus” e conta com a ajuda de Ifurita para o seu plano dar certo, então vem o seu verdadeiro lado demônio, e ela não escuta mais as ordens de Jinnai e nem de ninguém e começa a destruir o planeta de El-Hazard.
O único que poderia de impedi-la seria Makoto, porém algo terrível aconteceria a ele se tentasse, mas Makoto não demonstrava medo, e sim um sorriso no rosto, e estaria disposto a salvar El-Hazard, arrisca a própria vida e desaparece.
Todos tentam continuar com suas vidas em El-Hazard: Fujisawa escalando montanhas; Miz Mishtal cuidando do seu casamento com ele; Shayla-Shayla seguindo o seu coração por Makoto; Afura tentando ajudá-la; Jinnai, Rainha Diva e Ifurita tentando dominar o planeta de El-Hazard; Arielle e Nanami mais amigas que nunca; porém a princesa Rune não fala mais com ninguém, apenas pensa no seu amado Makoto, e vai aos lugares que a faz lembrar-se dele.
Depois todos sentem uma presença. A princesa Rune acha que é o seu amado Makoto e corre ao seu encontro, e lá esta ele esperando por ela, então eles se abraçam e é o final.

## Personagens
- Makoto Mizuhara: estudante do colégio shinonome, amigo de Nanami Jinnai que é irmã de seu ex-colega Katsuhiko Jinnai, tem cabelos escuros e um corpo franzino.É um personagem carismático, sensível e corajoso. Gênio em ciências não é muito bom em finanças. Tem uma paixão fortíssima pela Princesa Rune. Seu poder em El-Hazard é similar aos da princesa Rune Venus
- Rune Venus: princesa do reino de Rostharia e descente real da antiga civilização de El-Hazard, é uma das poucas pessoas que pode comandar a arma "O Olho de Deus". Tem uma paixão muito forte pelo Makoto Mizuhara
- Ifurita: é a deusa-demônio da antiga civilização de El-Hazard, controlada por Katsuhiko Jinnai. Uma máquina de guerra perfeita. Porém é um ser sem personalidade e se deixa levar pelo que as pessoas dizem a ela, principalmente de Jinnai, que se tornou seu mestre.
- Nanami Jinnai: irmã de Katsuhiko Jinnai, gosta muito do Makoto Mizuhara, também é aluna do colégio de Shinonome. Seu poder em El-Hazard é o mesmo de seu irmão Jinnai. É uma garota muito prendada naquilo que faz e defende severamente Makoto de qualquer insulto.  Capitalista convicta e empresaria nata esta sempre procurando uma forma de ganhar(muito)dinheiro,seja vendendo sanduíche,abrindo um restaurante,vendendo artigos para neve e até mesmo transformando o santuário da água em um parque aquático
- Ariele: é uma mensageira de Rosatharia, no começo da história tinha uma total admiração pela sacerdotisa do vento Afura Man e depois que descobriu Nanami se tornou maravilhada por ela agarrando-a em sua cintura. É uma menina muito estranha e tem um jeito mais estranho ainda de demonstrar seus sentimentos de adoração a alguém
- Katsuhiko Jinnai: ex-presidente do colégio shinonome e irmão de Nanami Jinnai, odeia o personagem Makoto Mizuhara por vários motivos que de certa forma atrapalharam em sua vida. Comanda o exército de insetoides Bugrons seguidores da rainha Deva. Seu poder em El-Hazard é de entender a língua dos Bugrons
- Prof. Fujisawa: ele é professor do colégio Shinonome, amigo de Makoto e de Nanami. É um cara "paradão", amante invicto da bebida. Miz a sacerdotisa da água é gamada por ele. Seu poder em El-Hazard é uma super força, velocidade e pulo (isso quando ele não está bebendo)
- Miz Mishtal: sacerdotisa da água de El-Hazard.Gamadinha pelo prof. Fujisawa,é a mais velha das três sacerdotisas e apesar de ser tranqüila, fica uma fera quando a chamam de velha
- Afura Mann: sacerdotisa do vento, é quieta e muito subjetiva. Menospreza qualquer ação de Miz ou das besteiras ditas por Shayla Shayla. É a mais sábia e poderosa das sacerdotisas
- Shayla-Shayla: sacerdotisa do fogo, tem um gênio forte, bocuda e é a mais animada entre as sacerdotisas. Adora uma briga e nunca foge de uma guerra. É apaixonada por Makoto
- Diva: rainha dos bugrons, tem uma admiração memorável por Jinnai que comanda tudo em seu lugar
- Bugrons: criaturas insetoides não muito inteligentes, porém quando em grupos e ainda mais sendo controlados pelas maluquices de Jinnai são com certeza uma terrível ameaça ao povo de El-Hazard

## Elenco de dublagem
- Makoto Mizuhara – Alex Wendel
- Princesa Rune Vênus  – Fátima Noya
- Nanami Jinnai  – Márcia Regina
- Mazamichi Fujisawa  – Luiz Laffey
- Katsuhiko Jinnai   - Fabio Vila Longa
- Arielle  - Fernanda Bulara
- Shayla-Shayla  – Sandra Mara
- Afura Maan  – Raquel Marinho
- Miz Mishtal  – Letícia Quinto
- Rainha Diva  – Rosana Beltrame
- Ifurita  – Marli Bortoleto
- Ura - Leda Figueiró
- Londs - Walter Breda
- Dr. Schtalubaugh - Araken Saldanha

Trilha Sonora
- Tema de Abertura "Ilusão", interpretado e adaptado por Nil Bernardes
- Tema de encerramento "Simples como amar", interpretado por Nísia Back e adaptado por Nil Bernardes